# Nicoleta Matei
Nicoleta Matei, znana także jako Nico (ur. 1 lutego 1973 w Ploeszti) – rumuńska piosenkarka, reprezentantka Rumunii podczas 53. Konkursu Piosenki Eurowizji w 2008 roku razem z Vladem Mirițą.

## Początki
Matei zainteresowała się muzyką już w dzieciństwie. W 1990 roku ukończyła Popularną Szkołę Artystyczną. W 1996 roku zaczęła występować w rumuńskich konkursach wokalnych, podczas których zdobywała nagrody.

## Kariera muzyczna
W 2003 roku Matei wydała swój debiutancki album studyjny zatytułowany Gând pentru ei, w 2005 – drugą płytę zatytułowaną Așa cum vrei, a w 2007 – trzeci krążek pt. Cast Away.
W 2008 roku zgłosiła się do udziału w krajowych eliminacjach eurowizyjnych z utworem „Pe-o margine de lume” nagranym w duecie z Valdem Mirițą. Na początku lutego wystąpili w pierwszym półfinale selekcji i awansowali do finału, w którym ostatecznie zdobyli największą liczbę 271 punktów po zsumowaniu głosów jurorów i telewidzów, dzięki czemu zostali reprezentantami Rumunię podczas 53. Konkursu Piosenki Eurowizji organizowanego w Belgradzie. 20 maja wystąpili w pierwszym półfinale widowiska i z siódmego miejsca awansowali do finału, w którym wystąpili jako pierwsi w kolejności i zajęli ostatecznie 20. miejsce z 45 punktami na koncie, w tym m.in. z maksymalnymi notami 12 punktów od Mołdawii i Hiszpanii.
Pod koniec kwietnia 2010 roku premierę miała czwarta płyta studyjna Matei zatytułowana Love Mail.

## Dyskografia

### Albumy studyjne
- Gând pentru ei (2003)
- Așa cum vrei (2005)
- Cast Away (2007)
- Love Mail (2010)